# Bema
Bema es un municipio italiano situado en la provincia de Sondrio, en Lombardía. Tiene una población estimada, a fines de 2024, de 115 habitantes.

## Evolución demográfica
| Gráfica de evolución demográfica de Bema entre 1861 y 2024 |
|                                                            |
| Fuente: ISTAT - Elaboración gráfica de Wikipedia           |